# セパレート・スクール

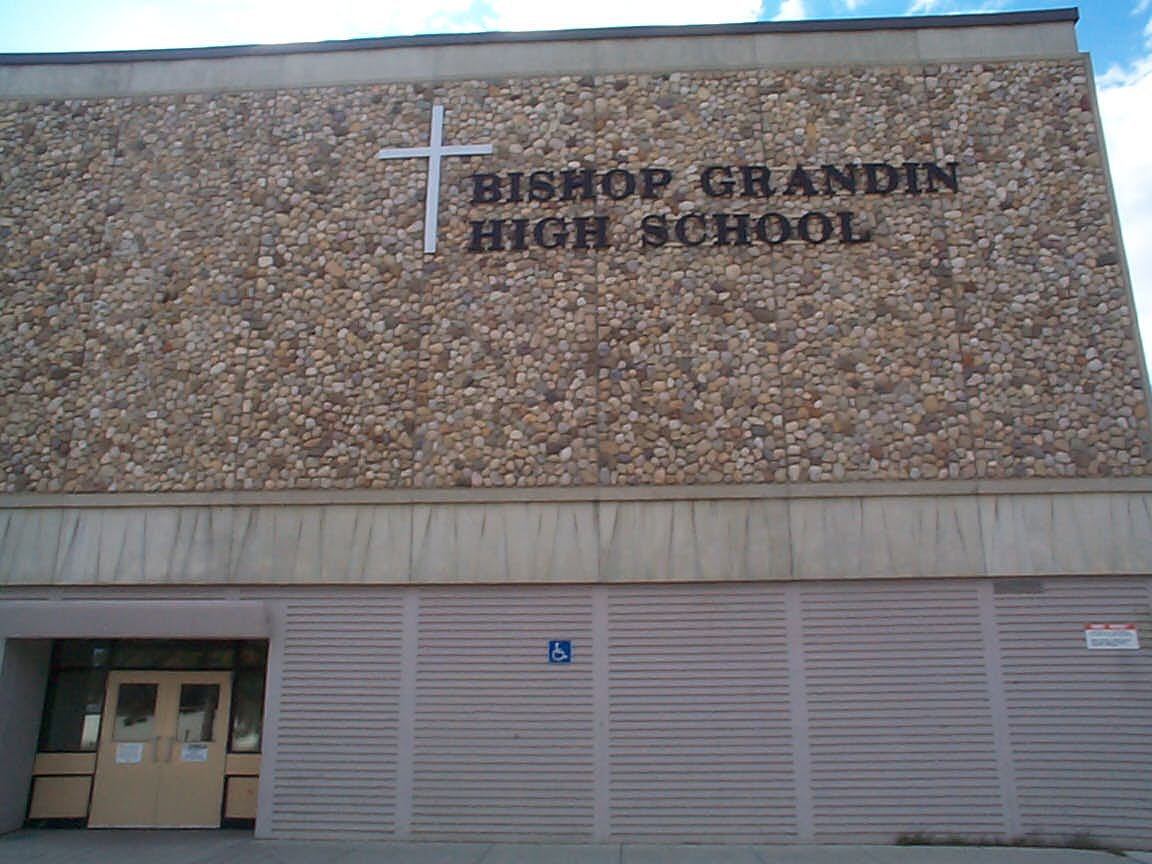
カルガリーのセパレート・スクール、ビショップ・グランダン高等学校(Bishop Grandin High School)

セパレート・スクール（英: Separate school）は、カナダにおいて、私立校 (Private) 、公立校 (Public) とは別に、カリキュラムにキリスト教教育を含みながらも、公的な援助金を受けている学校である。授業料が無料であり、公立校として認識されている。
キリスト教系の私立校同様、セパレート・スクールは宗教学校であるため、宗派の異なる児童・生徒の入学や、信者でない者の雇用に関して拒否する権利を持っている。しかし近年は宗教を前面に押し出さない非宗教学校となっているものも多い。

## 概要
カナダには公立学校制度に平行して、カトリックまたはプロテスタントの学校制度（大多数はカトリック）があった。近年は非宗教化したものが多いが、オンタリオ州のセパレート・スクールは現在も厳しく宗派が分かれている。非常にまれなケースでは、公立校制度（時には公立とカトリック学校制度両方）と並んで、プロテスタント学校制度も存在するケースがある。

## 歴史

### 1867年憲法法
セパレート・スクール制度を維持するか否かは、結果的に1867年のカナダ連邦設立（英領北アメリカ法）につながった論争の争点であった。論争の主たる原因はカナダ人口の大部分を占めるプロテスタントと、マイノリティーであるカトリック教徒（大部分がフランス語話者）との民族間・宗教間の緊張状態である。1864年のケベック会談(en: Quebec Conference, 1864)で初めてセパレートスクール問題が議題に挙げられ、1866年のロンドン会議(en:London Conference of 1866)において、ケベック州とオンタリオ州のセパレート・スクール制度を守ることが保障され、ようやく問題は解決した。

### マニトバ州
セパレート・スクール問題はオンタリオ州とマニトバ州で最も激しく論争された。1890年代にマニトバでセパレート・スクールへの公的援助の廃止が決定したことで、カナダ全土の危機とされたマニトバ学校問題(en: Manitoba Schools Question 西部カナダにおけるフランス語・フランス文化の消滅やフランス語の公用語廃止に対する危惧、またそれに反発したケベックのフランス系カナダ人のナショナリズムの高揚)が起こり、ローマ教皇レオ13世 (ローマ教皇)が回勅『アッファーリ・ボス(en:s:Affari Vos』を発表するに至った。

### オンタリオ州
オンタリオ州ではセパレート・スクールに対する公的資金援助は当初1867年の英領北アメリカ法（1867年憲法法）で保障された9学年(日本の中学3年)までであった。援助金は徐々に延長され、1984年にオンタリオ州知事のウィリアム・デイビス(en:Bill Davis)が15年前に却下された案を採決し中等教育学校の最終3年間（オンタリオにおいては11年生）までに延長した。一方、プロテスタント学校を司っていた制度は年月を経て現在の公立教育委員会になり、1980年代には校内における祈祷が禁止された。
1997年から1999年にかけてオンタリオ州全域を対象に45の日刊紙で行われた新聞の世論調査では、回答数7551のうちの79%が公立学校制度を一つだけにすることを支持している。ただしカトリック教会が教会メンバーに調査に答えないよう指示したという噂があるため、調査結果が正確ではない可能性がある。しかし調査結果が正確であれ不正確であれ、1867年憲法法を改定しようとする大きな動きは起こっていない。
オンタリオ州は、ペネタングウィシン(Penetanguishene)にあるペネタングウィシン・プロテスタント・セパレート・スクール委員会の傘下にある唯一の学校、バークヴァレ・プロテスタント・セパレート・スクール(en: Burkevale Protestant Separate School)を除き、州内のセパレート・スクールはすべてカトリック学校である。

#### 国際人権規約の違反
その他の宗教学校は同様の補助金を政府から受け取っていないため、カナダの公的方針である多文化主義に反している、としばしば批判されている。条項の方針はカナダ最高裁(en: Supreme Court of Canada)により差別的であるという判決を受け、1999年11月5日には国連の人権理事会が 国際人権規約の平等条項（第26条）に違反しているとしてカナダおよびオンタリオ州を非難した。
同理事会は2005年11月2日に出版したカナダの国際人権規約についての第五期Concluding Observations（観察報告）においても、同様の指摘を行っている。カナダはオンタリオ州の学校援助金における宗教による差別を撤廃するための段階的行動を取っていない、という所見を述べている。

### ケベック州
ケベック州の教育システム (en:Education in Québec) では、プロテスタント、カトリックそれぞれのセパレート・スクール制度があったが、1998年に宗教とは無関係に言語（英語とフランス語）別に分けた制度に切り替えられた。同様にニューファンドランド・ラブラドール州でも、かつては本人の信仰告白によってカトリック、セブンスデー・アドベンチスト、救世軍、ペンテコステ派の宗派別に分けた、あるいは宗派統合されたセパレート・スクールがあったが、1997年に住民投票によって廃止され、宗教とは関係ない唯一の学校制度に変わった。

### アルバータ州
アルバータ州では、州が制定される以前からカトリック教徒のフランコ・アルバータン（en:Franco-Albertan アルバータ在住のフランコフォン）が居住していたセントアルバータ(:en: St. Paulやセントポール(:en:St. paul)では、カトリック学校が公立学校制度となっており、セパレート・スクールはプロテスタント学校を指す。